# Abbaye d'Origny
L'abbaye d'Origny  est une ancienne abbaye de moniales bénédictines, située à Origny-Sainte-Benoite, près de Laon, dans le département de l'Aisne.

## Histoire
Cette abbaye de bénédictines est fondée vers 854 par l'évêque Pardule et Hermentrude qui était la femme du roi Charles le Chauve, à l'emplacement du tombeau de sainte Benoîte, martyrisée sur le mont d'Origny en 362. L'abbaye possédait de vastes domaines dans la région et ne recevait que des religieuses d'origine noble. La collégiale Saint-Vaast en dépendait. Elle fut incendiée en 873, 943, 1339, 1358, 1480, 1552, 1557  et en 1595. 
Fondée au IXe siècle, l'abbaye d'Origny a disparu sous la Révolution française. En 1792 ses quarante religieuses durent quitter les lieux ; l'abbaye fut entièrement démolie.

## Abbesses
- Eustachie dite la Gentille, 1219-1224, morte en 1246
- Emmeline de Mauny, 1224-† janvier 1246, sœur d’Anselme, évêque de Laon
- Isabelle de Thourotte, 1246-† 1286, sœur de Robert, évêque de Laon
- Isabeau d Acy, 1286-1324
- Isabelle d’Offrémont, vers 1335
- Jeanne de Honcourt, vers 1339
- Ade, vers 1346
- Jeanne de Craon, 1380-vers 1407
- Agnes de Craon
- Jeanne de Longueval, † 14 avril 1419.
- Catherine de Longueval, vers 1446
- Jeanne de Fay, vers 1475-morte le 1er octobre 1506.
- Charlotte, de Cresquy, morte en 1511
- Louise de Bourbon-Vendôme, 1511-1516 (future abbesse de Fontevraud de 1534 à sa mort en 1575).
- Benoîte de Saillarde, 1516-† 27 mars 1554.
- Rénée de Lorraine, fille du duc de Guise, 1554-1555, aussi abbesse de Saint-Pierre de Reims où elle mourra le 3 avril 1602 à l’âge de 79 ans.
- Françoise de Belleforière, 1556-† 8 septembre 1583, religieuse professe de Saint-Pierre de Reims.

- Antoinette de Lorraine, fille du duc d'Aumale, 1583-† 17 février 1585.

- Louise de Moncassin, 1585-† 17 juillet 1604 à l’âge de 49 ans, religieuse dominicaine du couvent de Prouilhe.

- Marie-Catherine de Montluc, 1604-† 1er janvier 1666 à l’âge de 77 ans, fille de Jean-Alexandre de Montluc, maréchal de France.
- Marie-Madeleine d’Escoubleau de Sourdis, 1666-résigne en 1688 pour devenir abbesse de Royallieu, coadjutrice de la précédente depuis le 2 décembre 1658, morte le 29 septembre 1691 à l’âge de 60 ans.
- Marguerite-Henriette Gouffier de Roannais, 1688-1698, ancienne abbesse de la Trinité de Caen (1664), puis de Royallieu (1673), morte à Paris le 22 février 1702 à l’âge de 77 ans, en l’abbaye de Port-Royal où elle s’était retirée.
- Agnès-Catherine de Grillet de Brissac, 1698-† 2 décembre 1722 à l’âge de 96 ans, d’abord abbesse de Passy.

- Marie-Anne-Eléonore, princesse de Rohan Soubise, 1722-† 2 novembre 1753 à l’âge de 75 ans, professe de Jouarre, coadjutrice de la précédente depuis 1714, fille du prince de Soubise et d’Anne de Rohan-Chabot.
- Catherine-Hélène de Baudinard de Sabran, 1754-† décembre 1779 à l’âge de 66 ans, professe de l’abbaye cistercienne d’Eau-lès-Chartres.

- Jeanne-Marie de Narbonne-Lara, 1780-1790, religieuse dominicaine du couvent de Prouilhe, morte dans une geôle républicaine à Saint-Quentin le 7 janvier 1794 à l’âge de 78 ans.